# Lepidanthrax lutzi
Lepidanthrax lutzi är en tvåvingeart som beskrevs av Charles Howard Curran 1930. Lepidanthrax lutzi ingår i släktet Lepidanthrax och familjen svävflugor. Inga underarter finns listade i Catalogue of Life.